# Chieti megye
Chieti (olaszul: Provincia di Chieti, nápolyiul: Pruvincia 'e Chiete) Olaszország Abruzzo régiójának egyik megyéje. Székhelye Chieti város.

## Fekvése

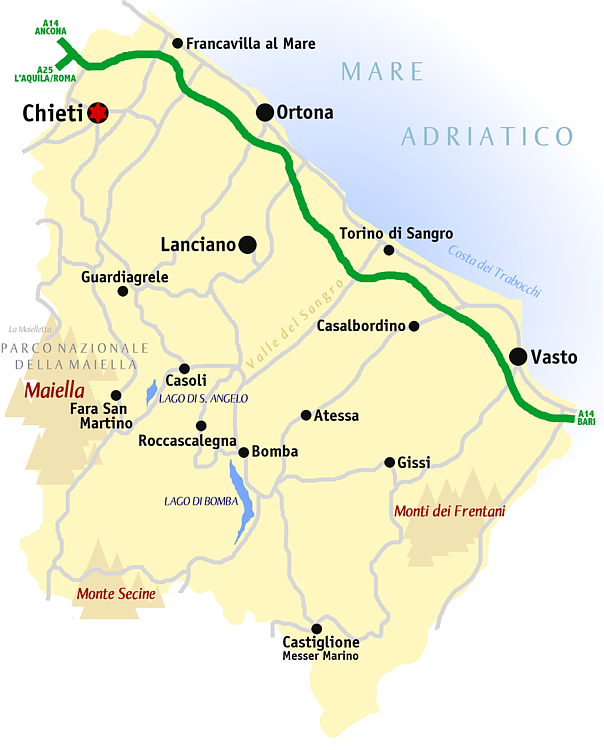
Chieti megye

Chieti megyét északnyugaton Pescara, délnyugaton L’Aquila megyék határolják. Déli és délkeleti irányban Molise régió megyéivel (Isernia, Campobasso) határos. Északkeletről az Adriai-tenger határolja.
Domborzata lépcsőzetes. A megye nyugati része benyúlik a Majella-hegység területére, majd fokozatosan lejt az Adriai-tenger partjáig. A megye délkeleti része benyúlik a Monti Frentani vidékére. A megyét átszelő fő vízfolyás a Sangro, mely mentén egy gyűjtőtavat alakítottak ki (Bombai-tó). Az Aventino felduzzasztásával alakították ki a Sant'Angelo tavat. Tengerpartja sziklás és kevés a kikötőnek alkalmas öböl.
Éghajlata változó: nyugati részében hűvösebb hegyvidéki, míg a tengerparton már forró mediterrán.

## Fő látnivalók
- természeti látnivalók:

Majella Nemzeti Park
- kulturális helyszínek:

Chieti óvárosa és bazilikája
Crecchio erődje
Lanciano óvárosa
az ókori Histonium régészeti emlékei Vastóban

## Községek(comuni)
| Altino                    | Civitella Messer Raimondo | Lama dei Peligni      | Pietraferrazzana            | Scerni               |
| Archi                     | Colledimacine             | Lanciano              | Pizzoferrato                | Schiavi di Abruzzo   |
| Ari                       | Colledimezzo              | Lentella              | Poggiofiorito               | Taranta Peligna      |
| Arielli                   | Crecchio                  | Lettopalena           | Pollutri                    | Tollo                |
| Atessa                    | Cupello                   | Liscia                | Pretoro                     | Torino di Sangro     |
| Bomba                     | Dogliola                  | Miglianico            | Quadri                      | Tornareccio          |
| Borrello                  | Fallo                     | Montazzoli            | Rapino                      | Torrebruna           |
| Bucchianico               | Fara Filiorum Petri       | Montebello sul Sangro | Ripa Teatina                | Torrevecchia Teatina |
| Canosa Sannita            | Fara San Martino          | Monteferrante         | Rocca San Giovanni          | Torricella Peligna   |
| Carpineto Sinello         | Filetto                   | Montelapiano          | Roccamontepiano             | Treglio              |
| Carunchio                 | Fossacesia                | Montenerodomo         | Roccascalegna               | Tufillo              |
| Casacanditella            | Fraine                    | Monteodorisio         | Roccaspinalveti             | Vacri                |
| Casalanguida              | Francavilla al Mare       | Mozzagrogna           | Roio del Sangro             | Vasto                |
| Casalbordino              | Fresagrandinaria          | Orsogna               | Rosello                     | Villa Santa Maria    |
| Casalincontrada           | Frisa                     | Ortona                | San Buono                   | Villalfonsina        |
| Casoli                    | Furci                     | Paglieta              | San Giovanni Lipioni        | Villamagna           |
| Castel Frentano           | Gamberale                 | Palena                | San Giovanni Teatino        |                      |
| Castelguidone             | Gessopalena               | Palmoli               | San Martino sulla Marrucina |                      |
| Castiglione Messer Marino | Gissi                     | Palombaro             | San Salvo                   |                      |
| Celenza sul Trigno        | Giuliano Teatino          | Pennadomo             | San Vito Chietino           |                      |
| Chieti                    | Guardiagrele              | Pennapiedimonte       | Santa Maria Imbaro          |                      |
| Civitaluparella           | Guilmi                    | Perano                | Sant’Eusanio del Sangro     |                      |